# Eleccions al Parlament Europeu de 1984 (Itàlia)
Les eleccions al Parlament Europeu de 1984 a Itàlia van ser les eleccions celebrades el 17 de juny per a escollir als 81 eurodiputats italians per a la II legislatura del Parlament Europeu. La participació va ser del 82,47%, molt per sobre de la mitjana de la Comunitat Econòmica Europea però quasi 3 punts menor que les anteriors eleccions, i van ser guanyades pel Partit Comunista Italià.

## Context
L'elecció va tenir lloc a penes sis dies després de la mort del líder del Partit Comunista Italià (PCI) Enrico Berlinguer; aquest fet va influir molt en el vot, produint un resultat històric pel partit. Aquesta elecció va ser l'única vegada en la història italiana que els comunistes van aconseguir guanyar una elecció nacional, superant el domini de la Democràcia Cristiana.

## Sistema electoral
La representació proporcional de la llista de partit era el sistema electoral tradicional de la República Italiana des de la seva fundació el 1946, per la qual cosa es va adoptar també per triar els representants italians al Parlament Europeu. Es van utilitzar dos nivells: un de nacional per dividir els escons entre partits i un nivell de circumscripció per distribuir-los entre els candidats. A escala nacional, els escons es van dividir entre llistes de partits utilitzant el mètode de la resta més gran amb quota Hare. Tots els escons obtinguts per cada partit es van distribuir automàticament a les seves llistes obertes locals i als seus candidats més votats.
Les regions italianes estaven unides en 5 circumscripcions electorals, cada una elegia un grup de diputats:
1. Itàlia nord-occidental: Vall d'Aosta, Piemont, Ligúria i Llombardia - 25 escons.
2. Itàlia nord-oriental: Trentino - Tirol del Sud, Vèneto, Friül - Venècia Júlia i Emília-Romanya - 17 escons.
3. Itàlia central: Toscana, Úmbria, Marques i Laci - 17 escons.
4. Itàlia meridional: Abruços, Molise, Campània, Pulla, Basilicata i Calàbria - 15 escons.
5. Itàlia insular: Sicília i Sardenya - 7 escons.

## Resultats
El Partit Comunista Italià va guanyar les eleccions amb el 33,33% dels vots enfront del 32,96% de Democràcia Cristiana Italiana, habitual partit guanyador de les eleccions nacionals a Itàlia. La resta de partits va tornar a no superar els 10 escons, sent el tercer més votat el Partit Socialista Italià amb un 11,21% dels vots i 9 escons, mentre el Moviment Social Italià i la coalició entre el Partit Liberal Italià i el Partit Republicà Italià van aconseguir un 6,47% i 6,09% respectivament i 5 eurodiputats.
| Candidatura                                   | Facció europea        | Sufragis   | Sufragis | Escons   | Escons   |
| Candidatura                                   | Facció europea        | Vots       | %        | Dip.     | Dif.     |
| --------------------------------------------- | --------------------- | ---------- | -------- | -------- | -------- |
| Partit Comunista Italià                       |                       | 11.714.428 | 33,33%   | 27       | ▲ 3      |
| Democràcia Cristiana Italiana                 | PPE                   | 11.583.767 | 32,96%   | 26       | ▼ 3      |
| Partit Socialista Italià                      | UPSCE                 | 3.940.445  | 11,21%   | 9        | Es manté |
| Moviment Social Italià                        |                       | 2.274.556  | 6,47%    | 5        | ▲ 1      |
| Partit Liberal Italià-Partit Republicà Italià | LDE                   | 2.140.501  | 6,09%    | 5        | ▲ 2      |
| Partit Socialista Democràtic Italià           | UPSCE                 | 1.225.462  | 3,49%    | 3        | ▼ 1      |
| Partit Radical                                |                       | 1.199.876  | 3,41%    | 3        | Es manté |
| Democràcia Proletària                         |                       | 506.753    | 1,44%    | 1        | Es manté |
| Partit Popular del Tirol del Sud              | PPE                   | 198.220    | 0,56%    | 1        | Es manté |
| Federalisme (Partit Sard d'Acció i altres)    | ALE                   | 193.430    | 0,55%    | 1        | ▲ 1      |
| Lliga Vèneta                                  |                       | 164.115    | 0,47%    |          |          |
| Vots a candidatures                           | Vots a candidatures   | 35.141.553 | 94,80%   | 81       |          |
| Vots en blanc                                 | Vots en blanc         | 712.129    | 1,92%    | Eligendo | Eligendo |
| Vots nuls o no vàlids                         | Vots nuls o no vàlids | 1.215.964  | 3,46%    | Eligendo | Eligendo |
| Vots emesos                                   | Vots emesos           | 37.069.626 | 82,47%   | Eligendo | Eligendo |
| Cens total                                    | Cens total            | 44.948.253 |          | Eligendo | Eligendo |